# توليكي
توليكي (بالإنجليزية: Tulikki)‏ روح الرياح، في الأساطير الفنلندية، ابنة «تابيو» إله الغابة، وزوجته «مليكي».